# Aira (Kagoshima)
Aira (japanska: 姶良市?, Aira-shi) är en stad i Kagoshima prefektur på ön Kyūshū i södra Japan.  
Staden bildades 23 mar 2010 genom en sammanslagning av kommunerna Aira, Kajiki och Kamō.